# Římskokatolická farnost Rybná nad Zdobnicí
Římskokatolická farnost Rybná nad Zdobnicí je územním společenstvím římských katolíků v rychnovském vikariátu královéhradecké diecéze.

## O farnosti

### Historie
Ve 14. století je ve vsi doložen dřevěný kostel, který zanikl za husitských válek. V roce 1748 byl postaven nový barokní kostel, zasvěcený svatému Jakubu Staršímu. Samostatná farnost byla zřízena v roce 1784 v rámci osvícenských reforem duchovní správy. V letech 1908–1941 zde jako farář působil Jan Selichar, řezbář a podporovatel řady umělců, z nichž někteří přímo nějaký čas jako hosté pobývali a tvořili na místní faře. Ve druhé půli 20. století přestal být do farnosti dosazován sídelní duchovní správce.

### Současnost
Farnost je spravována ex currendo z Vamberka.
| Kostel                     | Místo              | Bohoslužba             | Bohoslužba             | Poznámka        |
| -------------------------- | ------------------ | ---------------------- | ---------------------- | --------------- |
| Kostel Dobrého Pastýře     | Litice nad Orlicí  | neslouží se pravidelně | neslouží se pravidelně | filiální kostel |
| Kaple sv. Anny             | Rybná nad Zdobnicí | neslouží se pravidelně | neslouží se pravidelně | obecní kaple    |
| Kostel sv. Jakuba Staršího | Rybná nad Zdobnicí | neděle                 | 8.00                   | farní kostel    |